# مننژیت قارچی
مننژیت قارچی (انگلیسی: Fungal meningitis) به التهاب پرده‌های مغزی ناشی از عفونت قارچی گفته می‌شود.

## علائم و نشانه‌ها
علائم مننژیت قارچی معمولاً مشابه دیگر انواع مننژیت است و شامل موارد زیر می‌شود:
- تب
- سفتی گردن
- سردرد شدید
- حساسیت به نور (فوتوفوبیا)
- حالت تهوع و استفراغ
- تغییر در وضعیت روانی (مانند خواب‌آلودگی یا گیجی)

## علل
مننژیت قارچی ممکن است توسط قارچ‌های زیر یا انواع دیگر ایجاد شود:
- کاندیدا: گونه C. albicans شایع‌ترین نوع کاندیدا است که عفونت‌های سیستم عصبی مرکزی ایجاد می‌کند.
- کوکسیدیوئیدس: این قارچ در جنوب غربی ایالات متحده و مکزیک شایع است. حدود یک‌سوم بیماران مبتلا به کوکسیدیوئیدومایکوزیس منتشر، به مننژیت مبتلا می‌شوند.
- هیستوپلاسما: این قارچ در فضولات پرندگان و خفاش‌ها یافت شده و در برخی مناطق آمریکا، آمریکای جنوبی و مرکزی شایع است. *درگیری دستگاه عصبی مرکزی در حدود ۱۰–۲۰٪ موارد هیستوپلاسموزیس منتشر دیده می‌شود.
- بلاستومایسس: این قارچ در خاک غنی از مواد آلی در مناطق غرب میانه آمریکا یافت می‌شود. مننژیت ناشی از بلاستومایکوزیس نادر است و تشخیص آن دشوار است.
- کریپتوکوکوس (کریپتوکوکال مننژیت): این قارچ احتمالاً از طریق استنشاق خاک آلوده به فضولات پرندگان منتقل می‌شود. C. neoformans شایع‌ترین عامل ایجاد مننژیت قارچی است.
- آسپرژیلوس: عفونت‌های ناشی از آسپرژیلوس ۵٪ از عفونت‌های قارچی درگیرکننده سیستم عصبی مرکزی را تشکیل می‌دهند.

## عوامل خطر
افرادی که دستگاه ایمنی ضعیفی دارند، بیشتر در معرض خطر هستند. این شامل افرادی که داروهای سرکوب‌کننده ایمنی مصرف می‌کنند، بیماران سرطانی، افراد مبتلا به اچ‌آی‌وی، نوزادان نارس با وزن تولد بسیار کم و سالمندان می‌شود.
همچنین افرادی که در معرض خطر عفونت‌های قارچی خاص هستند، ممکن است بیشتر در معرض ابتلا به مننژیت قارچی باشند. به عنوان مثال، ساکنان مناطق غرب میانه و جنوب غربی ایالات متحده و مکزیک بیشتر در معرض ابتلا به عفونت‌های ناشی از هیستوپلاسما و کوکسیدیوئیدس قرار دارند.

## تشخیص
برای تشخیص مننژیت قارچی، خون و مایع مغزی-نخاعی برای شناسایی عوامل بیماری‌زا آزمایش می‌شود. شناسایی دقیق عامل بیماری‌زا برای تعیین درمان مناسب و پیش‌آگهی ضروری است. آزمایش‌های زیر بر روی مایع مغزی-نخاعی انجام می‌شود:
اندازه‌گیری فشار مایع، شمارش سلولی با تفکیک نوع سلول‌ها، اندازه‌گیری غلظت گلوکز و پروتئین، رنگ‌آمیزی گرم، رنگ‌آمیزی با جوهر هندی، کشت میکروبی.

## درمان
مننژیت قارچی با دوره‌های طولانی درمان با دوز بالای داروهای ضدقارچ درمان می‌شود. مدت زمان درمان به نوع قارچ و توانایی بیمار در مقابله با عفونت بستگی دارد. در بیماران با سیستم ایمنی ضعیف یا مبتلا به دیابت، درمان معمولاً طولانی‌تر است.

## پیش‌آگهی
پیش‌آگهی به عامل بیماری‌زا و گروه پرخطر بستگی دارد. به‌طور کلی:
- میزان مرگ‌ومیر در مننژیت ناشی از کاندیدا ۱۰–۲۰٪ است.
- این میزان در بیماران مبتلا به اچ‌آی‌وی، ۳۱٪ و در موارد جراحی مغزی، ۱۱٪ است.
- پیش‌آگهی برای عفونت‌های ناشی از آسپرژیلوس و کوکسیدیوئیدس ضعیف است.

## شیوع

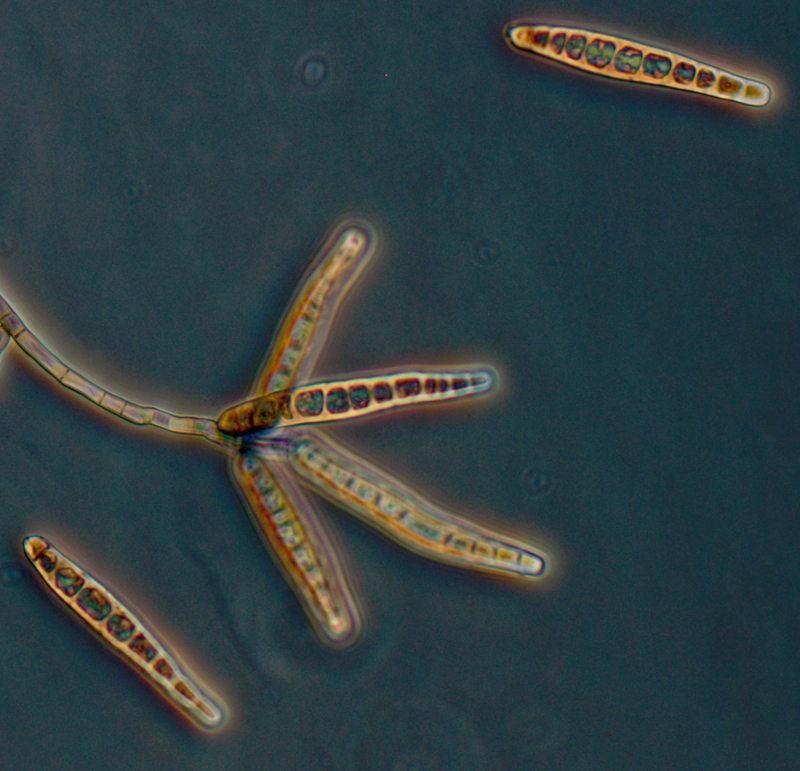
E. Rostratum

در ۵ نوامبر ۲۰۱۲، مرکز کنترل و پیشگیری بیماری‌ها (CDC) گزارش داد که ۴۰۹ بیمار به مننژیت قارچی ناشی از تزریق داروهای آلوده مبتلا شده‌اند که ۳۰ نفر جان خود را از دست داده‌اند. قارچ Exserohilum rostratum در ۴۵ مورد، Aspergillus fumigatus در یک مورد و یک گونه از کپک سبز سیاه در یک مورد شناسایی شد.
در اوایل سال ۲۰۲۳، مواردی از مننژیت قارچی به جراحی‌های زیبایی در ماتاموروس مکزیک نسبت داده شد.